# Oscar Strasnoy
Oscar Strasnoy (né le 12 novembre 1970 à Buenos Aires) est un compositeur, chef d'orchestre et pianiste de nationalité française et argentine.

## Biographie
Oscar Strasnoy a étudié le piano, la direction d'orchestre et la composition au Conservatoire de Buenos Aires, au Conservatoire de Paris et à la Musik Hochschule de Francfort avec Aldo Antognazzi, Guillermo Scarabino, Guy Reibel, Michaël Levinas, Gérard Grisey, Hans Zender et Betsy Jolas. En France, au Conservatoire de Paris, il a obtenu le Premier prix à l'unanimité (première mention et prix des Anciens Élèves).
Il a obtenu de nombreuses bourses et de multiples commandes de la part d'institutions européennes, nord et sud-américaines (État Français, Mozarteum Argentino, université Harvard (USA), Kulturstiftung des Bundes (Allemagne), Bourse Guggenheim, Fondation Nadia Boulanger...).
Il a été artiste en résidence à la Villa Médicis hors les murs (1999) à la Herrenhaus-Edenkoben en Allemagne (2000, invité par Peter Eötvös), à l'Akademie Schloss Solitude à Stuttgart (2001-2002) et à la Villa Kujoyama à Kyoto au Japon (gouvernement français, 2003).
Luciano Berio lui a attribué le Premio Orpheus en 2000 pour son opéra Midea (livret d'Irina Possamai) qui a été produit par le Teatro Caio Melisso à Spolète (septembre 2000) comme à l’Opéra de Rome (mars 2001).
Ses compositions sont jouées et représentées régulièrement (entre autres, Festival international d'art lyrique d'Aix-en-Provence, Opéra de Hambourg, Opéra-Comique de Paris, Philharmonie de Berlin, Wigmore Hall de Londres, Théâtre du Châtelet, Teatro Colón, Opéra National de Bordeaux, IRCAM, Orchestre philharmonique de Radio France,…). Il a été compositeur en résidence à l'Ensemble 2e2m pour la saison 2005-2006, au Festival des Arcs 2009. Il est actuellement compositeur associé au Théâtre de Cornouaille (Quimper) et à l'Orchestre National de Bretagne jusqu'en 2013.
En tant que pianiste, il est le fondateur du Quintette Ego Armand (avec le contre-ténor Daniel Gloger, le guitariste Pablo Márquez, le bassiste Eric Chalan et le percussionniste Gabriel Said) avec lequel il se produit en France (Musée du Louvre), Allemagne, Espagne, Japon, Argentine…
En tant que chef d'orchestre, entre 1996 et 1998, Strasnoy a été le directeur musical de l'Orchestre du CROUS de Paris. Il dirige aussi l'Ensemble 2e2m, l'Orchestre National d'Ile de France, l'Orchestre Philharmonique de Radio France, l'Orchestre philharmonique de Nice...
Il a été un des compositeurs invités du Centre Acanthes 2011.
Il a été le compositeur invité du Festival Présences 2012 avec une rétrospective de ses œuvres en quatorze concerts au Théâtre du Châtelet produit par Les concerts de Radio France.
Il vit à Berlin.

## Œuvre
Une partie des partitions des œuvres de Oscar Strasnoy est éditée par les Éditions Billaudot.

### Scène et opéras
- 1996-1999 Midea, opéra. Création : Teatro Caio Melisso de Spoleto, Italie, 2000. Ed. Ricordi
- 2000-rév. 2005 Hochzeitsvorbereitungen (mit B und K), cantate, CD Chant du Monde. Création de la dernière version : Radio France, Paris, 2005. Ed. Chant du Monde
- 2000-rév. 2008 L'instant, opéra. Texte : Alejandro Tantanian. Création : Créteil, 2008. Ed. Chant du Monde
- 2002 Opérette. Texte : Witold Gombrowicz. Création : Opéra de Reims, janvier 2003 (mise en scène : Christian Gangneron).
- 2003 Geschichte, opérette a cappella. Livret: Galin Stoev et Oscar Strasnoy, d'après Witold Gombrowicz. Création : Theaterhaus Stuttgart, mars 2004 (mise en scène : Galin Stoev). Deuxième production (2011) : Musik der Jahrhunderte, Stuttgart (mise en scène : Titus Selge). Troisième production (2015): Berlin Staatsoper (mise en scène : Isabel Ostermann). Ed. Chant du Monde
- 2004 Underground, film muet (d'Anthony Asquith, UK 1928) avec musique en concert. Création : Musée du Louvre, 2004.
- 2005 Fabula, opéra de poche. Texte : Alejandro Tantanian. Création : Teatro San Martín, Buenos Aires, 2005. Ed. Chant du Monde
- 2008-09 Le Bal, opéra basé sur un roman d'Irène Némirovsky, et un livret de Matthew Jocelyn. Création : Opéra de Hambourg, mars 2010 (direction : Simone Young, mise en scène : Matthew Jocelyn). Deuxième production : semi-scénique, Théâtre du Châtelet (direction : Anu Tali, mise en scène : Matthew Jocelyn). Troisième production : Prinzregententheater de Munich (direction : Ulf Schirmer, mise en scène : Karsten Wiegand). Ed. Billaudot
- 2009-10 Un retour, opéra de chambre sur un livret d'Alberto Manguel. Création : Festival d'Aix en Provence, juillet 2010. Ed. Billaudot
- 2010 Cachafaz, opéra sur un livret de Copi. Création : Théâtre de Cornouaille, novembre 2010 et Opéra-Comique de Paris en décembre 2010 (direction : Geoffroy Jourdain, mise en scène : Benjamin Lazar). Nouvelle production : Teatro San Martín de Buenos Aires, (direction : Pierre Roullier, mise en scène : Pablo Maritano). Ed. Billaudot
- 2012 Случай (Slutchaï - faits divers), opéra sur des textes de Daniil Harms, livret de Christine Dormoy, pour six chanteurs, chœur et petit orchestre. Création :Opéra National de Bordeaux, novembre 2012. Ed. Billaudot
- 2013 Requiem, opéra en deux actes sur un livret de Matthew Jocelyn, basé sur le roman Requiem pour une nonne de William Faulkner. Création : Teatro Colón de Buenos Aires, 10 juin 2014. Ed. Billaudot
- 2016 Comeback, opéra de chambre sur un livret de Christoph Hein. Création : Staatsoper Unter den Linden, Berlin, le 30 septembre 2016. Ed. Billaudot
- 2022 Robinson, opéra de chambre sur un livret de Sigrid Behrens. Création : Staatsoper unter den Linden, Berlin le 25 février 2023.
- 2025 Dementia, opéra sur un livret de Ariana Harwicz. Création : Teatro Colón, Buenos Aires le 31 mai 2026.

### Musique Instrumentale et vocale
- 1992 Piano 1: Incognito. Ed. Billaudot
- 1995 Piano 2: Britannicus
- 1995 Naipes, quintette type Pierrot-Lunaire
- 1997 Piano 3: de Colchide à Corinthe . Ed. Billaudot
- 1999 Piano 4: 5 pièces. Ed. Billaudot
- 1999  Deux tangos
- 2000 Bloc-notes d'Ephemera (1) pour ensemble. Ed. Chant du Monde
- 2000 Bloc-notes d'Ephemera (2) pour deux pianos. Ed. Chant du Monde
- 2002 Piano 5: Exercices de Latinité. Ed. Billaudot
- 2004 Six songs for the Unquiet Traveller, pour mezzo-soprano et ensemble. Ed. Chant du Monde
- 2005 Scherzo (nº 3 de Sum) pour orchestre. Ed. Chant du Monde
- 2006 The End (nº 4 de Sum) pour orchestre. Ed. Chant du Monde
- 2008 Quodlibet, cycle de chansons de variété
- 2008 Incipit (nº 1 de Sum) pour orchestre. Ed. Billaudot
- 2008-2011 Y (nº 2 de Sum) pour orchestre. Ed. Billaudot
- 2009 Ecos 14 pièces pour instrument solo. Ed. Chant du Monde
- 2010  Heine, cycle de Lieder sur des poèmes de Heinrich Heine créé à l'Arsenal de Metz, le 6 novembre 2010 par Christoph Prégardien, Mareike Schellenberger et Michael Wendeberg. Ed. Billaudot
- 2011 Usages du Monde pour chœur d'enfants et ensemble. Ed. Billaudot
- 2011 Trois caprices de Paganini pour violon et orchestre. Ed. Billaudot
- 2012 Odyssée, cantate, pour 12 solistes vocaux, chœurs et trois groupes instrumentaux. Ed. Billaudot
- 2013 Hanokh, pour cornemuse, soprano et baryton.
- 2013 Vague Requiem, pour 8 violoncelles. Ed. Billaudot
- 2014 Trois pièces pour quatuor à cordes
- 2014 Müller, cycle de Lieder sur des poèmes de Wilhelm Müller, Heiner Müller et Herta Müller pour ténor et piano
- 2015 Double Ostinato, pour accordéon
- 2015 Ghost Stories, pour quatuor à cordes. Ed. Billaudot
- 2016 Automaton, pour violon et orchestre de chambre. Création: 14 avril 2017 dans l'Elbphilharmonie de Hambourg par Isabelle Faust et l'Ensemble Resonanz. Ed. Billaudot
- 2017 Kuleshov, pour piano et orchestre. Création: 31 mai 2017 par Alexandre Tharaud et Les Violons du Roy, à Québec. Ed. Billaudot
- 2017 Ittingen-Concerto, pour orchestre de chambre. Création: 3 juin 2017 par l'Akademie für Alte Musik Berlin, à Ittingen, Suisse. Ed. Billaudot
- 2017 Flashbacks, pour ensemble. Création: 8 décembre 2017 par l' Ensemble Modern de Francfort, à Munich. Ed. Billaudot
- 2018: d'Amore, pour viole d'amour et ensemble. Première: 20 octobre 2018, Garth Knox et l'Ensemble Modern à Donaueschingen. Ed. Billaudot.
- 2019: Trí Amhrán Ghaelacha (Trois chansons irlandaises) pour ténor et piano.
- 2019: Chanzuns Popularas Rumanchas (chansons traditionnels en romanche) pour voix de femme et ensemble. Première: 29 MAY 2019, La-Chaux-de-Fonds, Suisse.
- 2019: Zaunkönig und -gäste, pour grand orchestre. Première : 1er Juillet 2019, Musikalische Akademie des Nationaltheater-Orchesters Mannheim dirigé par Alexander Soddy. Ed. Billaudot.
- 2020: Partita, pour violon seul.
- 2020: 24 Préludes, pour piano.
- 2021: Tombeau de Monjeau, pour piano.

### Arrangements et orchestrations
- 2010 La forza del destino, arrangement de l'ouverture de l'opéra de Giuseppe Verdi, créé en novembre 2010 au Théâtre de Cornouaille comme musique d'entracte de son opéra Cachafaz. Ed. Billaudot
- 2011 Dido and Aeneas, opéra de chambre. Adaptation de l'opéra d'Henry Purcell pour sept chanteurs, deux pianos, trompette, trombone et deux percussionnistes. Création : MusicaTreize, Théâtre du Châtelet, janvier 2012. Ed. Billaudot
- 2017 Deux Menuets de Schubert (des "Fünf Menuette mit sechs Trios"), Nros. 3 et 5 arrangés pour octuor (type Octuor de Schubert)
- 2019: Romanze (Johannes Brahms Op. 118, Nº 5), arrangement pour violon et orchestre. Première: 25 APR 2019 à l'Elbphiharmonie Hamburg, Isabelle Faust, NDR Elbphilharmonie Orchester, dirigé par Antonello Manacorda. Universal Edition.
- 2020 Saint François d'Assise, opéra d'Olivier Messiaen, réduction pour orchestre et chœur de chambre, créé en octobre 2020 au Théâtre de Bâle, Suisse.
- 2023 Cadenza pour le Concerto pour violon de György Ligeti.

## Distinctions
- 2019 : Diplôme de la Fondation Konex (Argentine)
- 2013 : Prix de composition "Francis et Mica Salabert" décerné par la SACEM
- 2011 : Prix Nouveau Talent Musique de la SACD
- 2010 : Grand Prix de la SACEM
- 2008 : Prix "Maurice Ohana"
- 2007 : Bourse de la Fondation John-Simon-Guggenheim
- 2007 : Prix de l'Académie du Disque Lyrique pour son CD "Hochzeitsvorbereitungen (mit B und K)"
- 2003 : Prix de composition "Georges Enesco" décerné par la SACEM
- 1999 : Premio Orpheus de la Ville de Spoleto pour son opéra "Midea"

## Éditeurs
- Chant du Monde (Paris)
- Ricordi (Milan)
- Billaudot (Paris).

## Discographie
- 2025: Cadenza, pour le Concerto pour violon de György Ligeti. Isabelle Faust, Les Siècles, François-Xavier Roth CD Harmonia Mundi.
- 2022: Tombeau de Monjeau, for piano. Mara Dobresco CD La Scala.
- 2022: Chanzuns Popularas Rumanchas, for female voice and ensemble. Sarah Maria Sun and Ensemble SONGS CD SONGS OO1.
- 2020 : Kuleshov, Concerto pour piano et orchestre de chambre – Alexandre Tharaud, piano ; Les Violons du Roy dir. Mathieu Lussier (2 juin 2017, Erato 9532307) (OCLC 1179237918) — co-commande des Violons du Roy (Québec) et du Musikkollegium Winterthur (Suisse). Avec des œuvres de Hans Abrahamsen (Left, alone) et Gérard Pesson (Future is a faded song).
- 2018 : Deux Menuets de Schubert (des Fünf Menuette mit sechs Trios), no 3 et 5 arrangés pour octuor — Isabelle Faust, violon ; Anne Katharina Schreiber, violon ; Danusha Waskiewicz, alto ; Kristin von der Goltz, violoncelle ; James Munro, contrebasse ; Lorenzo Coppola, clarinette ; Teunis van der Zwart, cor et Javier Zafra, basson (juillet 2017, Harmonia Mundi) (OCLC 1076274378).
- 2017 : Berceuse (des Cinq Petites Pièces pour piano) – Mara Dobresco, piano (Paraty 107159).
- 2016 : Hanokh – Erwan Keravec, cornemuse, Donatienne Michel-Dansac, soprano et Vincent Bouchot, baryton (Buda musique 860284) (OCLC 951165742) — avec des œuvres d'Oscar Bianchi, Philippe Leroux, etc.
- 2014 : An Island Far : Ecos sur les contes de Cendrillon d'après Grimm et Perrault ; Six songs for the unquiet traveller [« Six mélodies pour le voyageur inquiet »] sur des poèmes d'Alberto Manguel – Ann-Beth Solvang, mezzosoprano ; Ensemble 2e2m, dir. Pierre Roullier (3-6 novembre 2011, Le Chant du monde) (OCLC 970813323).
- 2013 : Œuvres pour orchestre : The end pour orchestre : Sum no 4 ; « Y » pour orchestre : Sum no 2 ; Trois caprices de Paganini pour violon et orchestre ; Incipit pour orchestre : Sum no 1 ; Scherzo pour orchestre : Sum no 3 – Latica Honda-Rosenberg, violon ; Orchestre philharmonique de Radio France, dir. Dima Slobodeniuk et Susanna Mälkki (14/20 janvier 2012, Æon AECD1331) (OCLC 866817444).
- 2013 : Geschichte, operetta a cappella (fragment) – Neue Vocalsolisten Stuttgart (55e Festival d'Automne de Varsovie, septembre 2012, Polish Music Information Center) (OCLC 911216132).
- 2013 : Tourbillon – Alexandre Tharaud, piano (2013, Erato 9341372) (OCLC 900752981) — avec des œuvres de Bach, Rameau, Grieg, Couperin, Chabrier, Mompou, Poulenc
- 2010 : Un retour – Ensemble Musicatreize, dir. Roland Hayrabedian (Livre-disque Actes-Sud).
- 2007 : Hochzeitsvorbereitungen (mit B und K) [« Préparatifs de noce (avec B et K) »], cantate sur des textes extraits du journal de Franz Kafka – Monika Meier-Schmid, soprano ; Daniel Gloger, contreténor ; Ensemble 2e2m, dir. Pierre Roullier (12-13 avril 2006, Le Chant du monde) (OCLC 1141144930).
- 2001 : Deux tangos (Derrumbe et Mano Brava d'après Manuel Buzon) Paris-Buenos Aires (2001, BIS) (OCLC 705282559) — avec des œuvres d’Astor Piazzolla, Luis Naón, Carlos Grätzer, Daniel Bozzani…
- 1998 : Bloc-notes de Midea (5) – Mihi-Annika Kim, flûte ; Madeline Kackham, hautbois, cor, etc. ; Hochschule für Musik Köln/Conservatoire de Paris, dir. Péter Eötvös (décembre 1998, Centre de recherche et d'édition du Conservatoire, coll. « Collection Jeunes solistes »  CREC-audio 99/007) (OCLC 874245182) — avec des œuvres d'Alexander Moschinsky (L'Ange du méridién), Rainer Quade et Bruno Mantovani (Turbulences).

## Ouvrages
- 2009 La stratification de la mémoire Collection 2e2m
- 2010 Un retour'- Livre-disque Actes-Sud
- 2017 Automaton, Monroe-Books, Berlin